# 哈姆倫 (馬耳他)
哈姆倫，是馬耳他的市镇，位於馬爾他島東南部，市镇面積为1.1平方公里，2019年人口数量为9,743人。

## 外部連結
- 官方网站  （马耳他文） （英文）
- Ħamrun Scouts Website（页面存档备份，存于）
- Aikido Yamato Club - Self Defence & Martial Art （页面存档备份，存于） （英文）